# Виго-ди-Кадоре
Виго-ди-Кадоре (итал. Vigo di Cadore) — коммуна в Италии, располагается в провинции Беллуно области Венеция.
Население составляет 1649 человек, плотность населения составляет 24 чел./км². Занимает площадь 70 км². Почтовый индекс — 32040. Телефонный код — 0435.
Покровителем коммуны почитается святитель Мартин Турский. Праздник ежегодно празднуется 11 ноября.